# 安藤洋一
安藤 洋一（あんどう よういち、1989年6月14日 -）は、地方競馬の大井競馬場藤田輝信厩舎所属の騎手である。勝負服の柄は胴青・白縦じま、そで赤・青一本輪（実際の柄は胴白・青縦じま、そで赤・青一本輪）。
岐阜県出身。血液型A型、身長160cm、体重48kg。地方競馬教養センター騎手課程第86期生中退。JRA所属の安藤光彰元騎手は父、競馬評論家の安藤勝己元騎手は叔父。中央競馬の太宰啓介騎手は義理の兄（姉の夫）。

## 来歴
地方競馬教養センター騎手課程に第86期生として入所したが体重オーバーで退所。笠松に戻り調教を手伝いながら腕を磨き、その後大井競馬栗田裕光厩舎の厩務員として移籍。黄帽の騎手見習として一発試験合格を目指し、三度目の挑戦で合格。2009年6月1日付けで地方競馬騎手免許を取得し、同厩舎から騎手デビュー。同年6月21日大井競馬第7競走C2四組五組条件戦2番人気カイウンオウジで初騎乗（11頭立て11着）。同年9月17日大井競馬第5競走にシャニングビュー騎乗で初勝利を飾る。
勝負服の柄は父の騎手時代の勝負服などとはあえて別のものにしたとのこと。
2014年3月30日付けで、栗田裕光厩舎から藤田輝信厩舎に移籍。
2014年8月5日～10月30日の間、ホッカイドウ競馬の田中淳司厩舎に所属し期間限定騎乗をした。
2024年4月25日、第38回東京プリンセス賞においてフェルディナンド号に騎乗して差し切り勝ちを収め、デビュー16年目にして初の重賞制覇を達成した。

## 主な騎乗馬
- サヴィ
- フェルディナンド（2024年東京プリンセス賞）